# تيموثي ستيفنز
تيموثي ستيفنز هو دراج على المضمار بلجيكي، ولد في 26 مارس 1989 في سانت تروند في بلجيكا.

## وصلات خارجية
- تيموثي ستيفنز على موقع الاتحاد الدولي للدراجات (الإنجليزية)
- تيموثي ستيفنز على موقع أرشيف الدراجات (الإنجليزية)
- تيموثي ستيفنز على موقع إحصائيات الدراجات الإحترافية (الإنجليزية)
- تيموثي ستيفنز على موقع نسبة الدراجات (الإنجليزية)